# Königskanton
Der Königskanton war ein Sonderbezirk des preußischen Kantonssystems.
Nach der Eroberung Schlesiens wurde der überwiegende Teil des Landes in das bestehende Kantonssystem integriert, was bedeutete, dass man es in Kantone aufteilte, die jeweils einem Regiment der preußischen Armee zugewiesen wurden, damit es aus den dortigen Militärdienstpflichtigen den Mannschaftsbestand ergänzte.
Zwei Ausnahmen wurden bei der Integration Schlesiens in das Kantonssystem gemacht: Zum einen blieb die Stadt Breslau wegen ihrer wirtschaftlichen Bedeutung kantonsfrei. Zum anderen erhielten die sechs sogenannten Gebirgskreise Bolkenhain, Glatz, Hirschberg, Jauer, Schweidnitz und Löwenberg einen Sonderstatus. Diese sechs Kreise waren Zentren der Leinweberei, deren Produkte sowohl als Exportgut als auch zur Deckung des inländischen Bedarfs von großer Wichtigkeit für Preußen waren. Die Abwesenheit von Dienstpflichtigen aus diesen Gebieten hätte die Produktion empfindlich reduziert.
Um diesen Effekt zu vermeiden, wurden die sechs Kreise zum Königskanton zusammengefasst; sie waren nur verpflichtet, jedes Jahr 60 Rekruten zu stellen: 30 für das Füsilier-Regiment Prinzen Heinrich, 30 für das Garderegiment des Königs, sofern diese Einheiten Bedarf an Rekruten hatten. Darüber hinaus waren die Weber dieser Gebiete von jeglicher Werbung befreit. Beide Regimenter verfügten über keine eigenen Stammkantone, sondern ergänzten sich vorwiegend durch Werbung von Freiwilligen und, im Falle der Garde, durch Abgabe besonders geeigneter Soldaten von anderen Regimentern.
Ab 1795 erhielt das Regiment des Prinzen Heinrich neue Rekrutierungsbezirke in Westpreußen, so dass der Königskanton nur noch der Garde Rekruten stellte. Dies blieb so bis zum Ende der Altpreußischen Heeresorganisation mit ihrem Kantonssystem 1806/1807.